# Políptico Demidoff
El Políptico de 1476 (también Políptico de San Domenico o, impropiamente, Políptico Demidoff) es una pintura al temple y dorado sobre tabla de Carlo Crivelli, datada en 1476 sobre el panel central y hoy separado entre la National Gallery de Londres y el Metropolitan Museum de Nueva York.

## Historia
En 1868 llegó al museo londinense un gran políptico de Crivelli, desde la colección Demidoff de Florencia (de la cual cogió el nombre). Anteriormente había sido visto en Roma por Lanzi en 1789 propiedad del cardenal Zelada y había llegado a Florencia con la familia Rinuccini.
La forma del políptico era tan inusual que la crítica estaba perpleja: una Madonna central rodeada de cuatro paneles de santos, coronada por otras tantas medias figuras (y hasta aquí nada de extraño), una cúspide neogótica sobre María y, más arriba, un tercer registro de cuatro santos de cuerpo entero. Con el tiempo se reforzó la idea de que se tratara de un ensamblaje arbitrario de paneles de diversa procedencia, hipótesis luego confirmada del estudio de las fuentes de Ascoli.
De hecho se informa un políptico de 1476 originariamente en la iglesia de Santo Domingo en Ascoli Piceno (lo mencionan Orsini y Lazzari), y la presencia de santos dominicanos en los dos registros inferiores del políptico Demidoff confirmaron la identificación. Además Lazzari (1724) y Ricci (1834, sobre testimonio más antiguo de Bartoli) recordaban un segundo políptico del artista en aquella iglesia, registrado también en 1476, el hoy llamado Políptico menor de Santo Domingo o Políptico menor de San Pedro mártir, del nombre de uno de los santos presentes.
Se presume así pues que los dos polípticos acabaron desmantelados de los altares en ocasión de las reformas interiores de 1776 aproximadamente, vendidos luego al anticuario Grossi que los separó, vendiéndolos separadamente y reagrupando una parte de los paneles en un falso políptico que efectivamente adquirió el cardenal Zelada.
Federico Zeri y Rodolfo Pallucchini reconstruyeron luego los polípticos refiriéndose al primero (el que se encontraba sobre el altar mayor), la Piedad en el Metropolitan Museum y al segundo de la Madonna en el Museo de Bellas Artes de Budapest. Los polípticos debían tener además cada uno una predela, de las cuales no se tienen rastros.

## Descripción y estilo

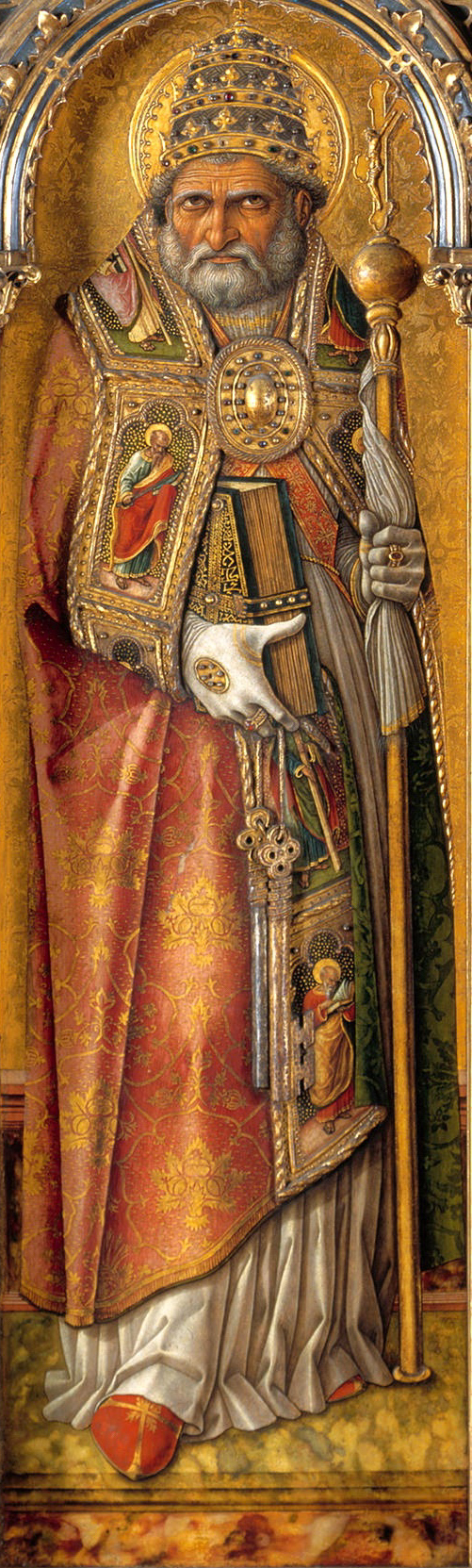
San Pedro.

El políptico tiene una disposición tradicional, con la Madonna entronizada con el Niño en el centro, los santos de cuerpo entero a los lados y en el registro superior una Piedad y santos a media figura. El santo titular de la iglesia, Domingo, se encontraría probablemente al lado de la Virgen, no en un extremo.
El nivel artístico es muy alto, si bien el artista mantiene algunos arcaísmos, como la carencia de unidad en las tablas principales.
Los paneles son los siguientes (todos en la National Gallery, salvo la Piedad):
- Madonna con el Niño, 148 x 63 cm, firmada OPVS KAROLI CRIVELLI VENETI 1476
- San Juan Bautista, 138 x 40 cm
- San Pedro, 138 x 40 cm
- Santa Catalina de Alejandría, 138 x 40 cm
- Santo Domingo, 138 x 40 cm

En el registro superior, de medio cuerpo:
- San Francisco, 61 x 40 cm
- San Andrés, 61 x 40 cm
- Piedad, 69 x 63,5 cm, en el Metropolitan Museum
- San Esteban, 61 x 40 cm
- Santo Tomás de Aquino, 61 x 40 cm

### La Virgen con el Niño
María está sentada sobre un trono marmóreo ricamente decorado, típicamente paduano, como muestran las decoraciones con frutas. Veneciano (inspirado en los flamencos) es sin embargo el recurso de colgar una rica tela tras ella, aislando la figura sagrada frente al fondo.
La Virgen, de delicados rasgos, levanta con la punta de los dedos un velo transparente sobre el hijo que duerme en su regazo, sosteniéndole tiernamente con la otra mano. Se trata pues de una Virgen del Velo, una iconografía ligada al anuncio de la futura Pasión, que María reconoció levantando un velo sobre el hijo durmiente que le recordó el sudario sobre un cuerpo sin vida.
La rica ornamentación y esplendor se aúnan con el realismo tierno y delicado de los rostros, las manos y los gestos.
Sobre el escalón decorado de fingidos relieves a la antigua, donde cae más allá del límite imaginario de la pintura el manto de María, se encuentra la firma del artista y la fecha.

### Los santos del primer registro
Los santos de cuerpo entero están tratados con el habitual realismo y una viva vena descriptiva, enfocada en los detalles, como la pelliza de cuero del Bautista, los damascos del atuendo de Catalina o las joyas de la tiara y prendas papales de Pedro. A menudo se recurre a efectos en relieve, como en el bastón pastoral, las llaves y otros detalles del mismo Pedro.
La imágenes destacan por las manos, contraídas muchas veces en gestos cargados de intensidad, y las caras, rotadas y mostrando una variada gama de expresiones. Juan señala con la diestra la cartela desenrollada con la izquierda donde se lee Ecce Agnus Dei, Pedro parece hundido por el peso de sus decoradísimas prendas,  Domingo, anciano y sincero, con un gesto de humilde deferencia hacia María, Catalina, de perfil purísimo mira hacia lo alto en una actitud típica de los mártires.
A menudo los pies de las figuras están escorzados y sobresalen del suelo donde descansan, en un intento de unir la realidad del cuadro y la del espectador, muy habitual en la obra de Crivelli, derivado de las experimentaciones de Mantegna que fue uno de sus maestros.
El piso que acompaña a la figura del Bautista es diferente de los de los otros y representa el desierto. Era una forma típica de representar al santo en el área véneta, como puede verse en el políptico de Ca' Morosini de Bartolomeo Vivarini, de 1464, y que el mismo Crivelli ya había utilizado, por ejemplo en el Políptico de Massa Fermana (1468).

### La Piedad

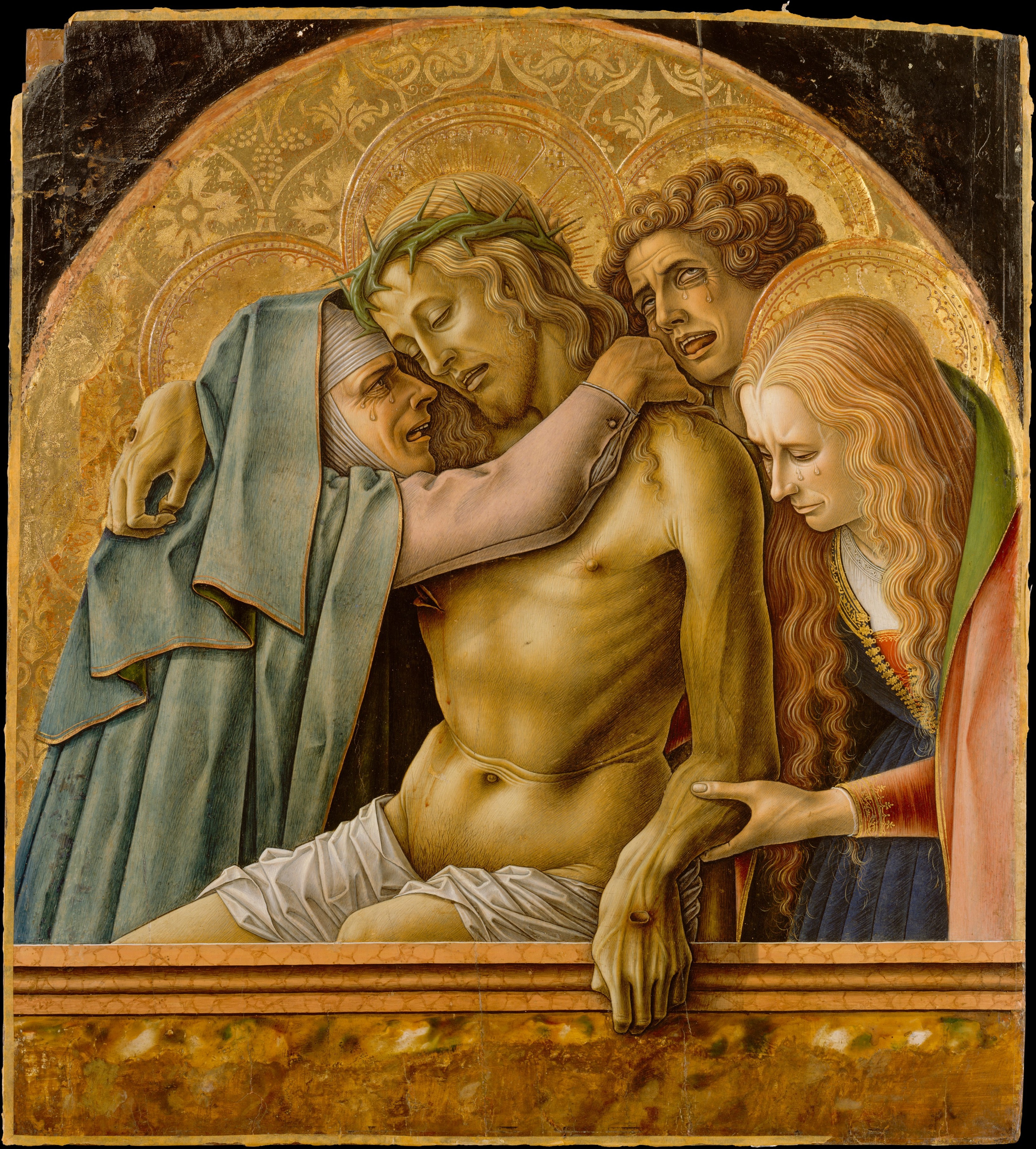
La Piedad de Nueva York.

Con un punto de vista adaptado para una visión desde abajo, Cristo muerto aparece sentado al borde del sepulcro con los dolientes llorosos alrededor: María lo rodea por el cuello con un brazo, Juan mira al cielo con gesto de desesperación, mientras la Magdalena de largo cabello rubio ondulado, contempla y sostiene una mano de Cristo. Frente a otras representaciones del tema, frecuente en los polípticos crivellianos, esta Piedad destaca por la representación especialmente explícita del dolor en los gestos, inspirados en los el Altar del Santo de Donatello pero desarrollado en una manera personal.
Contrastando con las figuras de los dolientes vivos y angustiados, Cristo serenamente muerto, con clarísimos signos del martirio sobre el costado y las manos: las heridas profundas de bordes salientes y las venas de los brazos dilatadas.

### Los santos del segundo registro
Los santos del segundo registro son tratados del mismo modo, con un fuerte realismo expresivo y detalles precisos al nivel de la miniatura, contrastando con el fondo dorado. Todos tienen rasgos individualizados.
Francisco, con los estigmas evidentes, delgado y fervoroso, une las manos dirigiendo una oración hacia arriba. Andrés parece intentar equilibrar el peso de la cruz al hombro con el grueso libro que con la otra mano procura mantener abierto. Esteban es el más sereno de todos, a pesar de las tres piedras lisas que se apoyan sobre su cabeza y hombros, atributo de su martirio, dirigiendo una mirada al espectador y sosteniendo un libro y la palma del martirio. Tomás de Aquino muestra su obra La Suma teológica abierta y sostiene la maqueta de una iglesia, que parece ofrecer a Dios, mirando hacia arriba.

## Posible reconstrucción
|  |  |  |  |  |
|  |  |  |  |  |

## Otros proyectos
- Wikimedia Commons alberga una galería multimedia sobre Políptico Demidoff.

- Datos: Q3907485
- Multimedia: 1476 Polyptych / Q3907485